# ARHGEF2
El factor 2 de intercambio de nucleótidos de guanina rho es una proteína que en los humanos está codificada por el gen ARHGEF2.   

## Función
Las Rho GTPasas desempeñan un papel fundamental en numerosos procesos celulares que se inician mediante estímulos extracelulares que actúan a través de receptores acoplados a proteína G. La proteína codificada puede formar complejos con proteínas G y estimular señales rho-dependientes. 

## Interacciones
Se ha demostrado que ARHGEF2 interactúa con PAK1. 

## Otras lecturas
- Ehrhardt A, Ehrhardt GR, Guo X, Schrader JW (2002). «Ras and relatives--job sharing and networking keep an old family together». Exp. Hematol. 30 (10): 1089-106. PMID 12384139. doi:10.1016/S0301-472X(02)00904-9.
- Reddy AB, Chatterjee A, Rothblum LI, Black A, Busch H (1989). «Isolation and characterization of complementary DNA to proliferating cell nucleolar antigen P40». Cancer Res. 49 (7): 1763-7. PMID 2466560.
- Hartley JL, Temple GF, Brasch MA (2001). «DNA Cloning Using In Vitro Site-Specific Recombination». Genome Res. 10 (11): 1788-95. PMC 310948. PMID 11076863. doi:10.1101/gr.143000.
- Wiemann S, Weil B, Wellenreuther R, Gassenhuber J, Glassl S, Ansorge W, Böcher M, Blöcker H, Bauersachs S, Blum H, Lauber J, Düsterhöft A, Beyer A, Köhrer K, Strack N, Mewes HW, Ottenwälder B, Obermaier B, Tampe J, Heubner D, Wambutt R, Korn B, Klein M, Poustka A (2001). «Toward a Catalog of Human Genes and Proteins: Sequencing and Analysis of 500 Novel Complete Protein Coding Human cDNAs». Genome Res. 11 (3): 422-35. PMC 311072. PMID 11230166. doi:10.1101/gr.GR1547R.
- Gao Y, Xing J, Streuli M, Leto TL, Zheng Y (2002). «Trp(56) of rac1 specifies interaction with a subset of guanine nucleotide exchange factors». J. Biol. Chem. 276 (50): 47530-41. PMID 11595749. doi:10.1074/jbc.M108865200.
- Krendel M, Zenke FT, Bokoch GM (2002). «Nucleotide exchange factor GEF-H1 mediates cross-talk between microtubules and the actin cytoskeleton». Nat. Cell Biol. 4 (4): 294-301. PMID 11912491. S2CID 25681168. doi:10.1038/ncb773.
- Brajenovic M, Joberty G, Küster B, Bouwmeester T, Drewes G (2004). «Comprehensive proteomic analysis of human Par protein complexes reveals an interconnected protein network». J. Biol. Chem. 279 (13): 12804-11. PMID 14676191. doi:10.1074/jbc.M312171200.
- Bouwmeester T, Bauch A, Ruffner H, Angrand PO, Bergamini G, Croughton K, Cruciat C, Eberhard D, Gagneur J, Ghidelli S, Hopf C, Huhse B, Mangano R, Michon AM, Schirle M, Schlegl J, Schwab M, Stein MA, Bauer A, Casari G, Drewes G, Gavin AC, Jackson DB, Joberty G, Neubauer G, Rick J, Kuster B, Superti-Furga G (2004). «A physical and functional map of the human TNF-alpha/NF-kappa B signal transduction pathway». Nat. Cell Biol. 6 (2): 97-105. PMID 14743216. S2CID 11683986. doi:10.1038/ncb1086.
- Zenke FT, Krendel M, DerMardirossian C, King CC, Bohl BP, Bokoch GM (2004). «p21-activated kinase 1 phosphorylates and regulates 14-3-3 binding to GEF-H1, a microtubule-localized Rho exchange factor». J. Biol. Chem. 279 (18): 18392-400. PMID 14970201. doi:10.1074/jbc.M400084200.
- Beausoleil SA, Jedrychowski M, Schwartz D, Elias JE, Villén J, Li J, Cohn MA, Cantley LC, Gygi SP (2004). «Large-scale characterization of HeLa cell nuclear phosphoproteins». Proc. Natl. Acad. Sci. U.S.A. 101 (33): 12130-5. Bibcode:2004PNAS..10112130B. PMC 514446. PMID 15302935. doi:10.1073/pnas.0404720101.
- Jin J, Smith FD, Stark C, Wells CD, Fawcett JP, Kulkarni S, Metalnikov P, O'Donnell P, Taylor P, Taylor L, Zougman A, Woodgett JR, Langeberg LK, Scott JD, Pawson T (2004). «Proteomic, functional, and domain-based analysis of in vivo 14-3-3 binding proteins involved in cytoskeletal regulation and cellular organization». Curr. Biol. 14 (16): 1436-50. PMID 15324660. S2CID 2371325. doi:10.1016/j.cub.2004.07.051.
- Wiemann S, Arlt D, Huber W, Wellenreuther R, Schleeger S, Mehrle A, Bechtel S, Sauermann M, Korf U, Pepperkok R, Sültmann H, Poustka A (2004). «From ORFeome to Biology: A Functional Genomics Pipeline». Genome Res. 14 (10B): 2136-44. PMC 528930. PMID 15489336. doi:10.1101/gr.2576704.
- Callow MG, Zozulya S, Gishizky ML, Jallal B, Smeal T (2005). «PAK4 mediates morphological changes through the regulation of GEF-H1». J. Cell Sci. 118 (Pt 9): 1861-72. PMID 15827085. doi:10.1242/jcs.02313.
- Aijaz S, D'Atri F, Citi S, Balda MS, Matter K (2005). «Binding of GEF-H1 to the tight junction-associated adaptor cingulin results in inhibition of Rho signaling and G1/S phase transition». Dev. Cell 8 (5): 777-86. PMID 15866167. doi:10.1016/j.devcel.2005.03.003.
- Rual JF, Venkatesan K, Hao T, Hirozane-Kishikawa T, Dricot A, Li N, Berriz GF, Gibbons FD, Dreze M, Ayivi-Guedehoussou N, Klitgord N, Simon C, Boxem M, Milstein S, Rosenberg J, Goldberg DS, Zhang LV, Wong SL, Franklin G, Li S, Albala JS, Lim J, Fraughton C, Llamosas E, Cevik S, Bex C, Lamesch P, Sikorski RS, Vandenhaute J, Zoghbi HY, Smolyar A, Bosak S, Sequerra R, Doucette-Stamm L, Cusick ME, Hill DE, Roth FP, Vidal M (2005). «Towards a proteome-scale map of the human protein-protein interaction network». Nature 437 (7062): 1173-8. Bibcode:2005Natur.437.1173R. PMID 16189514. S2CID 4427026. doi:10.1038/nature04209.
- Mehrle A, Rosenfelder H, Schupp I, del Val C, Arlt D, Hahne F, Bechtel S, Simpson J, Hofmann O, Hide W, Glatting KH, Huber W, Pepperkok R, Poustka A, Wiemann S (2006). «The LIFEdb database in 2006». Nucleic Acids Res. 34 (Database issue): D415-8. PMC 1347501. PMID 16381901. doi:10.1093/nar/gkj139.

- Datos: Q21171608